# GR-24
El GR-24 es un sendero de gran recorrido de Aragón (España). 
Entre los ecosistemas por los que pasa este sendero, cabe destacar la laguna de Gallocanta, puesto importante de paso de aves migratorias y uno de los humedales más importantes de Europa. Otros ecosistemas importantes de la zona son las Hoces del río Piedra y la Paramera de Blancas, declarada Área Importante de Aves europeas.
Se encuentran también en estas tierras yacimientos arqueológicos celtíberos como el Berrueco e importantes fortalezas medievales como el Castillo Mayor de Daroca y el Castillo de Peracense.
Inicialmente tenía 80 kilómetros y pasaba por las siguientes localidades.
Aldehuela de Liestos - Torralba de los Frailes (PR-Z 19 y PR-Z 21) - Las Cuerlas (PR-Z 18) - Bello (PR-Z 21) - Torralba de los Sisones (PR-TE 16 y PR-Z 18) - Blancas - Pozuel del Campo - Ojos Negros - Villar del Salz - Peracense (PR-TE 4).
El GR 24 constituye, con los siete pequeños recorridos que lo circundan, una red de 200 km de senderos balizados, y en futuro próximo se espera su prolongación hacia el Norte buscando las tierras de Calatayud y Valle del río Jalón, para finalizar en la ciudad celtíbera de Arcóbriga y el Monasterio de Santa María de Huerta, ya en las puertas de Castilla.